# 상하중학교 (경기)
상하중학교(上下中學校)는 대한민국 경기도 용인시 기흥구 상하동에 있는 공립 중학교이다.

## 학교 연혁
- 2011년 3월 1일 : 상하중학교 7학급 개교
- 2011년 3월 1일 : 초대 곽한중 교장 취임
- 2011년 3월 2일 : 신입생 165명 입학
- 2011년 11월 28일 : 과목중점형 교과교실제 선정
- 2012년 2월 10일 : 제1회 졸업식(졸업생 9명)
- 2012년 3월 2일 : 일반학급 5학급, 특수학급 1학급 증설
- 2012년 9월 1일 : 탈북학생 이해교육 협력학교 지정(경기도교육청)
- 2022년 9월 1일 : 박종삼 교장 취임
- 2024년 1월 5일 : 제13회 졸업식(졸업생 148명)
- 2024년 3월 4일 : 입학식(신입생 120명 입학)

## 참고 자료
- 상하중학교 - 한국교육학술정보원 학교알리미